# Eucheilota ventricularis
Eucheilota ventricularis is een hydroïdpoliep uit de familie Lovenellidae. De poliep komt uit het geslacht Eucheilota. Eucheilota ventricularis werd in 1859 voor het eerst wetenschappelijk beschreven door McCrady. 